# Jozef Tiso

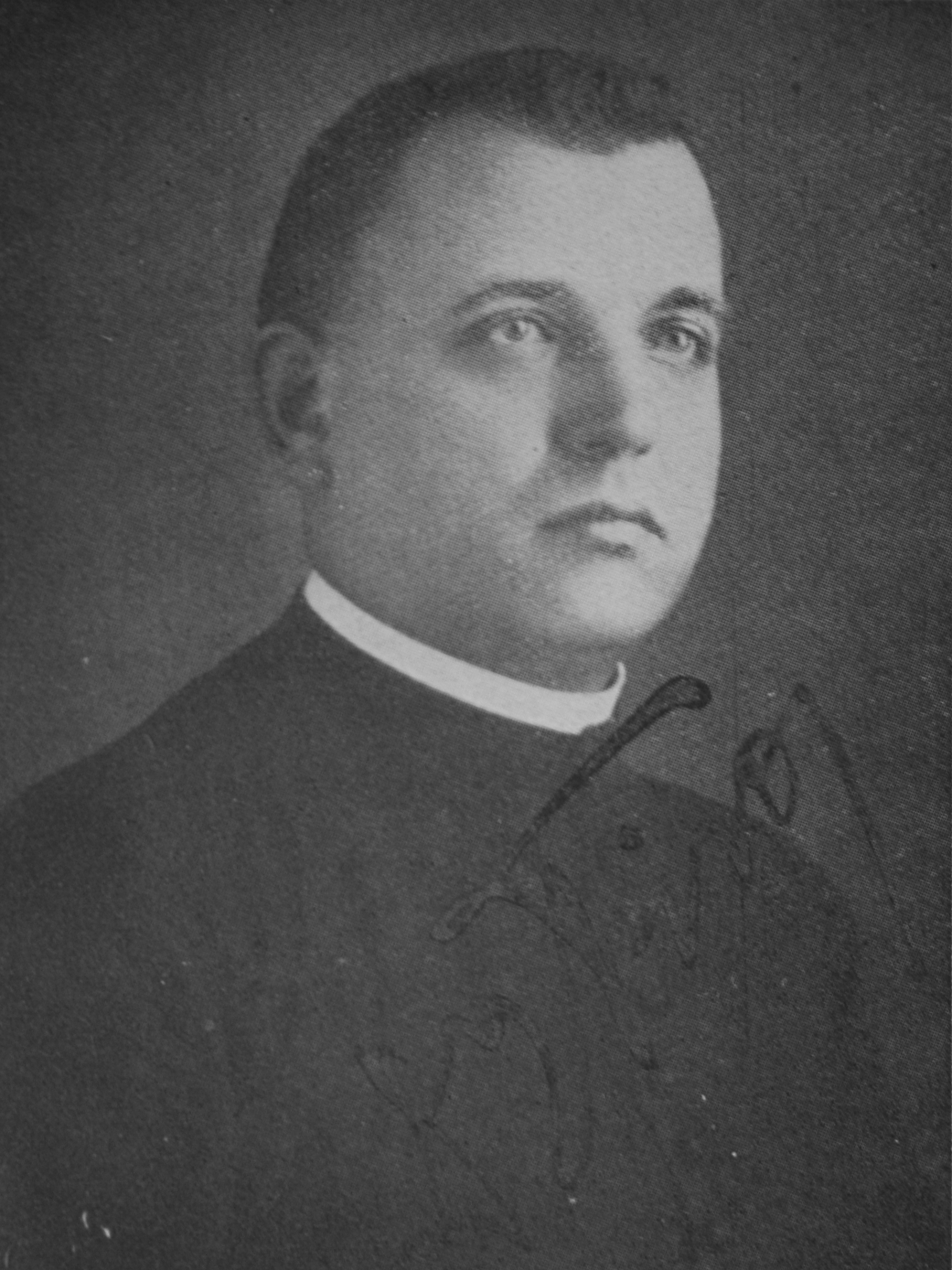
A fiatal Tiso 1918-ban

Jozef Tiso (Tisza vagy Tiszó József, Nagybiccse, 1887. október 13. – Pozsony, 1947. április 18.) római katolikus szlovák pap és politikus, az 1938–1945 közötti fasiszta bábállam, az Első Szlovák Köztársaság elnöke.
Tiso az ún. klérofasizmus (a vallási irányvonaltól vezérelt, teokrata jellegű fasiszta ideológia) legismertebb képviselője.

## Egyházi pályán[1]
Tiso 1887. október 13-án a Trencsén vármegyében levő Nagybiccsén (szlovákul Veľká Bytča; ma Bytča) született Gašpar Tiso (Tisza Gáspár) földműves és mészáros valamint Terezia Budíškova második gyermekeként. Mint erősen vallásos, katolikus család sarja, iskolai tanulmányainak megkezdésével egyidőben ministrálni kezd. 1894-ben a nagybiccsei katolikus népiskola tanulója. Gimnáziumi tanulmányait 1898-ban, a zsolnai királyi katolikus gimnáziumban kezdi, 1902-től a nyitrai piarista gimnáziumban (később: Szent László Király Gimnázium) végzi el a felső négy osztályt. 1907-ben, az érettségi után a bécsi Pázmáneum növendéke lett. Többek között kuglibajnok és 1909-1910-ben ugyanitt asszisztens-felügyelő (assistentiarum-praefectus).
1910. április 14-én szentelik pappá, majd a nyitrai egyházmegyében – Ócsad, Rajec és Bán (Bánovce nad Bebravou) községekben – káplán és hitoktató. Tevékenyen részt vesz a közösségek életében, színielőadásokat és más kulturális rendezvényeket szervez, a segítségével megalakult rajeci Szlovák Bank (Slovenská banka) igazgatótanácsának elnöke, Bánon pedig bekapcsolódik a Katolikus Baráti Egyesület munkájába, előadásokat s szlovák nyelvtanfolyamokat szervezve a helybelieknek. Közben – a Pázmáneumban tett sikeres szigorlat után – 1911. július 15-én doktorrá avatják. Az első világháború elején behívják tábori lelkésznek a 71. gyalogezredhez. Galíciában, s rövid ideig Szlovéniában szolgál, majd 1915 elején visszatért Nyitrára, ahol az őt már ismerő és képességeit méltányoló Batthyány Vilmos püspök a szeminárium lelki felügyelőjévé (spirituálisává) és a piarista gimnázium hitoktatójává nevezi ki, majd nem sokra rá személyi titkárává teszi, s rábízza az egyházmegyei könyvtár vezetését. Ekkoriban számos cikket ír a Nyitramegyei Szemlébe, valamint a katolikus Néppártban is szerepet vállal, igaz, meglehetősen visszafogottan. 1919-től a szeminárium pedagógia és a katekézis professzora. Batthyány visszautasította utódjává jelölni.
1921-ben Karol Kmeťko nyitrai püspök kinevezi személyi titkárává, XV. Benedek pápa pedig – a püspök javaslatára – engedélyezi neki a „Monsignor” cím viselését.
1919-ben meghívják az újjáalakuló Szlovák Néppárt (Slovenská Ľudová Strana) december 19-ére Zsolnára meghirdetett gyűlésre. Ekkor kezdődik politikai érdeklődése és karrierje.
A végleges döntés pillanata három évvel később, 1924-ben érkezett el: a politikai pályát választó Tiso Kmeťko püspöktől titkári és professzori megbízásának visszavonását kérte, aki különösebb ellenkezés nélkül tett eleget a kérésnek. Mindazonáltal a politikai ambíciókat dédelgető Tisónak nem kellett szakítania az egyházon belül végzett munkával, a püspök ugyanis – 1924 novemberében – Bán község plébánosává nevezte ki. Tiso a megbízatást nem tekintette valamiféle tiszteletbeli rangnak, közéleti teendői közepette is igyekezett lelkiismeretesen eleget tenni plébánosi kötelezettségeinek, s tisztéről elnökségének éveiben sem mondott le.

## Pap és politikus[1]
A zsolnai tanácskozást követően Tiso politikai aktivitása egyre növekszik: Andrej Hlinka pártelnök már 1919 elején megbízza párt szervezeti alapjainak kiépítésével Nyitrán és környékén. Az 1920-as választásokon pártja őt indítja a nagyszombati választókerületben, de a jelöléshez kevés szavazatot szerezve visszalép. A szlovák katolikus papság 1920 novemberében, Rózsahegyen megválasztja annak a politikai klubnak az alelnökévé, amely a Szlovák Néppárt szövetségeseként tevékenykedő papokat volt hivatott tömöríteni. 1921-ben Szlovák Néppárt Végrehajtó Bizottságába is bekerül, s a szellemi életben fontos szerepet játszó nagyszombati Szent Adalbert Társaság (Spolok svätého Vojtecha) is vezetőségi taggá választja.
Politikai karrierje, ismertsége és – feltehetően – ambíciója is nagy lökést kap, mikor egy báni nagygyűlésen elítélően szólva a csehekről perbe fogják, s a bíróság pár hét börtönre ítéli. Az ítélet a szlovákok szemében mintegy "mártírrá" avatja.
Az 1925-ös választásokon a Szlovák Néppárt képviseletében végül bejut a prágai parlamentbe. 1926-ban más pártvezetőkkel együtt – a pártelnök (Hlinka) távollétében – megegyezik a kormánnyal, s 1927 januárjában a Hlinka Szlovák Néppártja kormánypárt lesz. Ekkorra elért befolyását, szerepét jellemzi, hogy 1927. január 15-től 1929. október 8-ig egészség- és testnevelésügyi miniszter. (1929 októberében a HSĽS kilép a koalícióból.)
1930 januárjában a párt alelnökévé választják. 1935 decemberében, a Csehszlovák elnökválasztáskor, Beneš ígéretére, hogy széles körű autonómiát biztosít a szlovákoknak, megváltoztatta addigi álláspontját, s meggyőzi pártját, hogy Benest támogassák. (Benes ezen ígéretét nem teljesítette).
Ekkorra már teljes elkötelezettje pártjának, csak abban – és egyedül abban! – látja Szlovákia jövőjét: a HSĽS hetedik, 1936 szeptemberében Pöstyénben megrendezett közgyűlésén, az általa előadott főbeszámolóban is megerősítette: „…ügyelni fogunk arra, hogy a párt mint a szlovák nemzet egyetlen képviselője magában foglalja az egész nemzetet és annak valamennyi részét. Egy nemzet, egy párt, egy vezér – hogy minden erő egyesüljön az egyetlen nemzet szolgálatában.” Andrej Hlinka augusztus 16-án bekövetkezett halála után vitathatatlanul ő lett Hlinka Szlovák Néppártjának tényleges vezetője.
1925–1939 között a prágai parlament elnökhelyettese volt.[forrás?] 1938 májusában Budapesten járt az Eucharisztikus világkongresszuson és titokban politikai tárgyalásokat folytatott.

## Az autonóm "Szlovák vidék" (Slovenska krajina)[1]

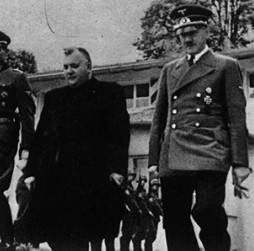
Tiso Adolf Hitlerrel az 1940-es salzburgi konferencián

A történetírásban zsolnai egyezményként is emlegetett pártközi megállapodás – mely deklarálta Szlovákia autonómiáját – elsősorban az ő nevéhez kapcsolódik. 1938. október 7-én, Prága kinevezi az autonóm szlovák kormány elnökévé.
Már két nappal kinevezése után, 1938. október 9-én Komáromban tárgyalóasztalhoz ül a magyar külpolitika képviselőivel – Kánya Kálmánnal és Teleki Pállal –, hogy a müncheni döntésnek eleget téve, kétoldalú tárgyalásokon rendezzék a vitatott határok kérdését. A Tiso, illetve a cseh-szlovák kormány által felkínált önkormányzati jogok és csak Csallóköz átadása elfogadhatatlan volt a magyar fél számára, így mindkét fél Német- és Olaszország döntőbíráskodását kérte.
A többi nagyhatalom áldásával hozott november 2-i bécsi döntést – aminek eredményeképpen Magyarország visszacsatolhatta a mintegy 85%-ban magyar lakosságú déli területeket – érthetően lesújtó vereségként éli meg. Ugyanakkor saját, illetve pártja belpolitikai helyzete tovább erősödött: Október 7-én megalakul a fegyveres párthadsereg, a Hlinka-gárda (Hlinkova garda); október 9-én a (szlovák) belügyminisztérium betiltja a kommunista pártot, novemberben elkezdődik (s decemberben befejeződik) a szlovák nemzetiségű pártok beolvasztása a november 8-án új nevet kapott (Hlinkova Slovenská Ľudová Strana – Strana slovenskej Národnej Jednoty / HSĽS-SSNJ) pártba.
Ez időben még – legalábbis látszólag – az autonómia, s nem az elszakadás híve.

## Az első Szlovák Köztársaság kikiáltása[1][5][6]

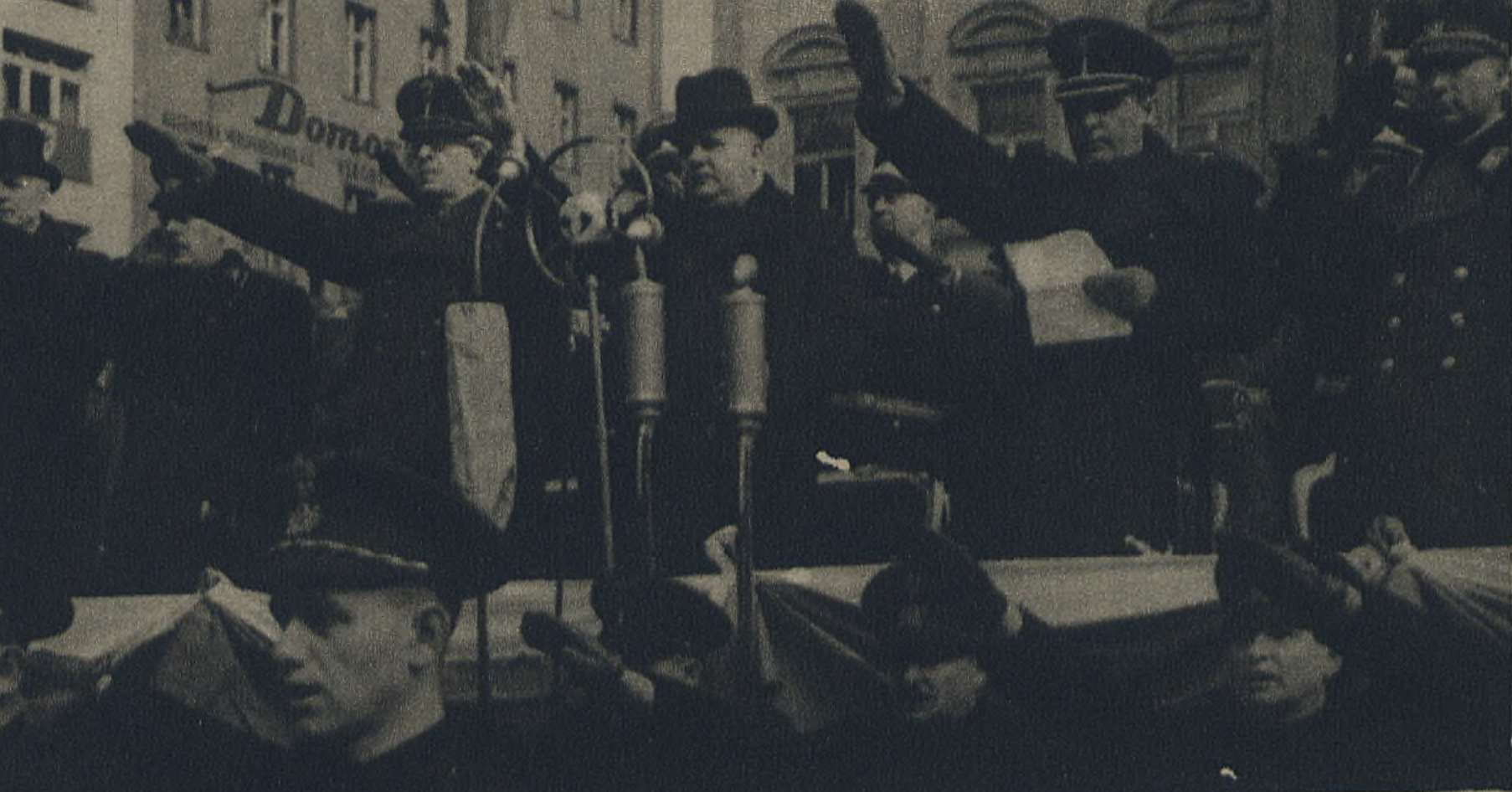
Tiso kinyilvánítja Szlovákia függetlenségét

1939. február 21-én, a pozsonyi diétán a csehek eltávolítását kéri a közigazgatásból, az iskolákból és a szállítmányozásból, követeli a szlovák hadsereg megalakítását, s egyúttal bejelenteti a „zsidó probléma megoldását”. Ez már elég komoly jelzés arra nézve, hogy a szlovák autonóm kormány – mely ez időben már Németországgal is felveszi a közvetlen kapcsolatot – a közös államtól való elszakadást fontolgatja.
1939. március 9-én kénytelen megválni pozíciójától, Rudolf Beran cseh-szlovák miniszterelnök a szeparatista zavargások hatására lemondatja.
Visszavonul Bánra, itt éri Hitler meghívása. 1939. március 13-án Berlinbe utazik, hol a teljes cseh annexiót tervező Hitler hangsúlyozza: amennyiben nem alakítanak önálló államot, könnyen Lengyelország és Magyarország zsákmányává válhatnak, míg önálló államként élvezhetik Németország védelmét. Tiso még Berlinből intézkedik a szlovák parlament összehívásáról.
Pozsonyban, 1939. március 14-én a nyílt szavazással! megszavazott önálló Szlovák Köztársaság kormányfőjévé választják.
Bár az 1939. március 18-án Bécsben, illetve március 23-án Berlinben aláírt német-szlovák védelmi szerződés – mely a külpolitikát és Szlovákia védelmét teljes egészében a németek alá rendelte – s a pontosan 23-án lezajlott magyar támadás (az ún. "kis háború", mellyel Magyarország 1056 négyzetkilométert csatolt el Szlovákiától), nem sok kétséget hagyhattak neki afelől, hogy mennyire megbízható "partnerre" tett szert, mégis, ez időtől kezdve kitartása a németek mellett sosem rendült meg.

## II. világháború és zsidópolitika[1][5]

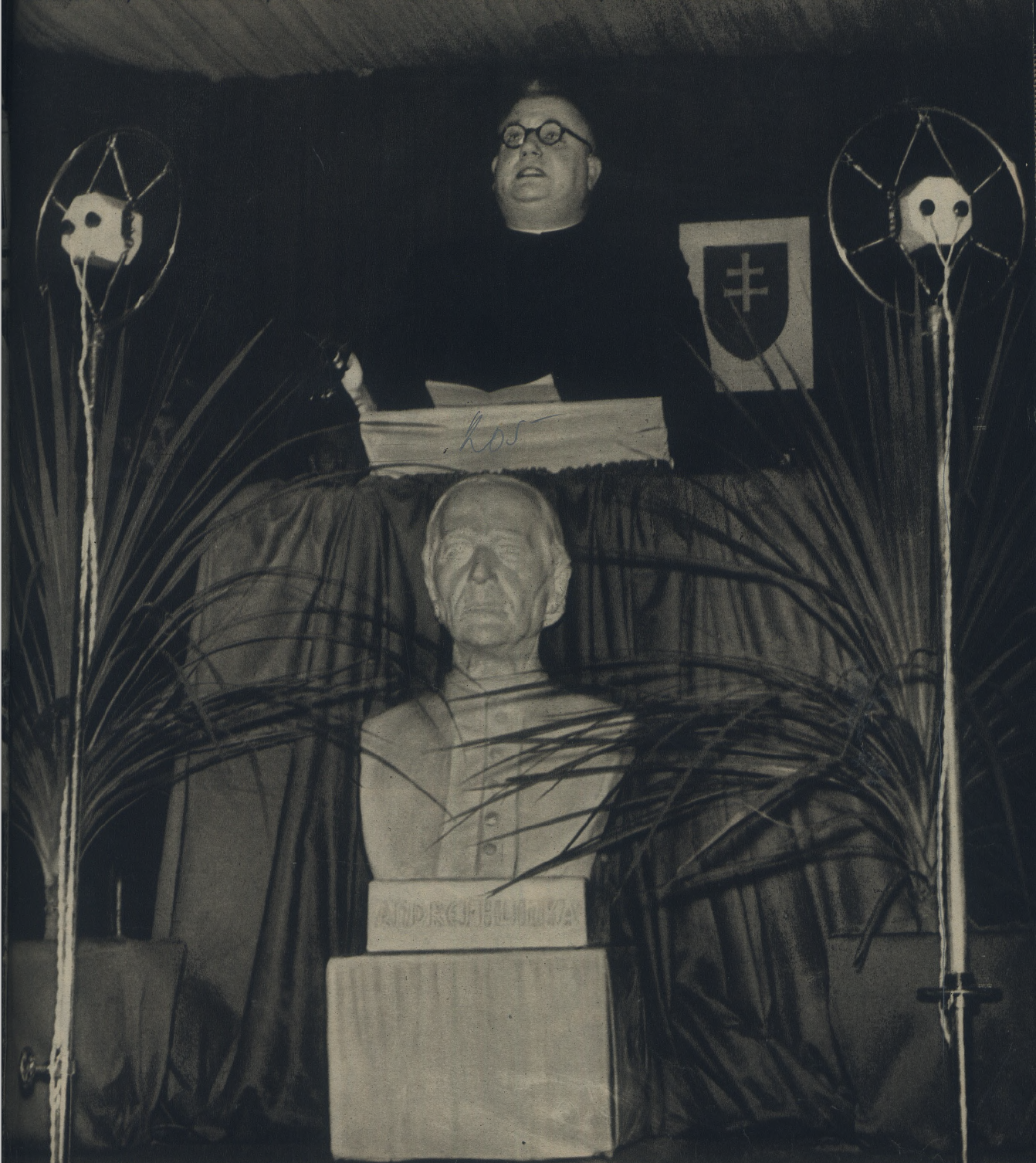
Tiso Andrej Hlinka mellszobra felett tart beszédet 1941. október 12-én, amelyben a Szovjetunió elleni háború és az abban való szlovák részvétel fontosságáról beszél

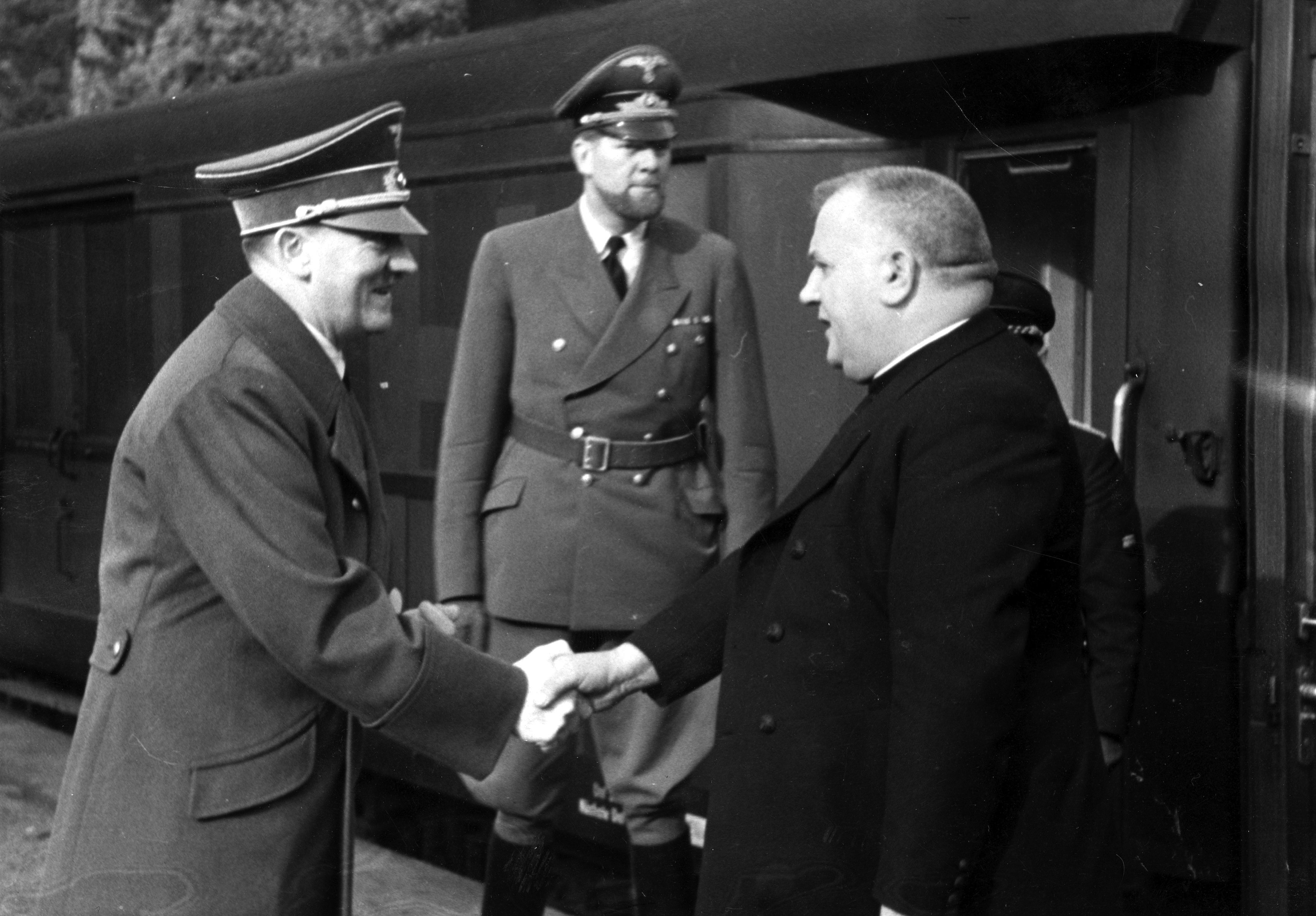
Tiso és Hitler találkozója Berlinben, 1941. októberében

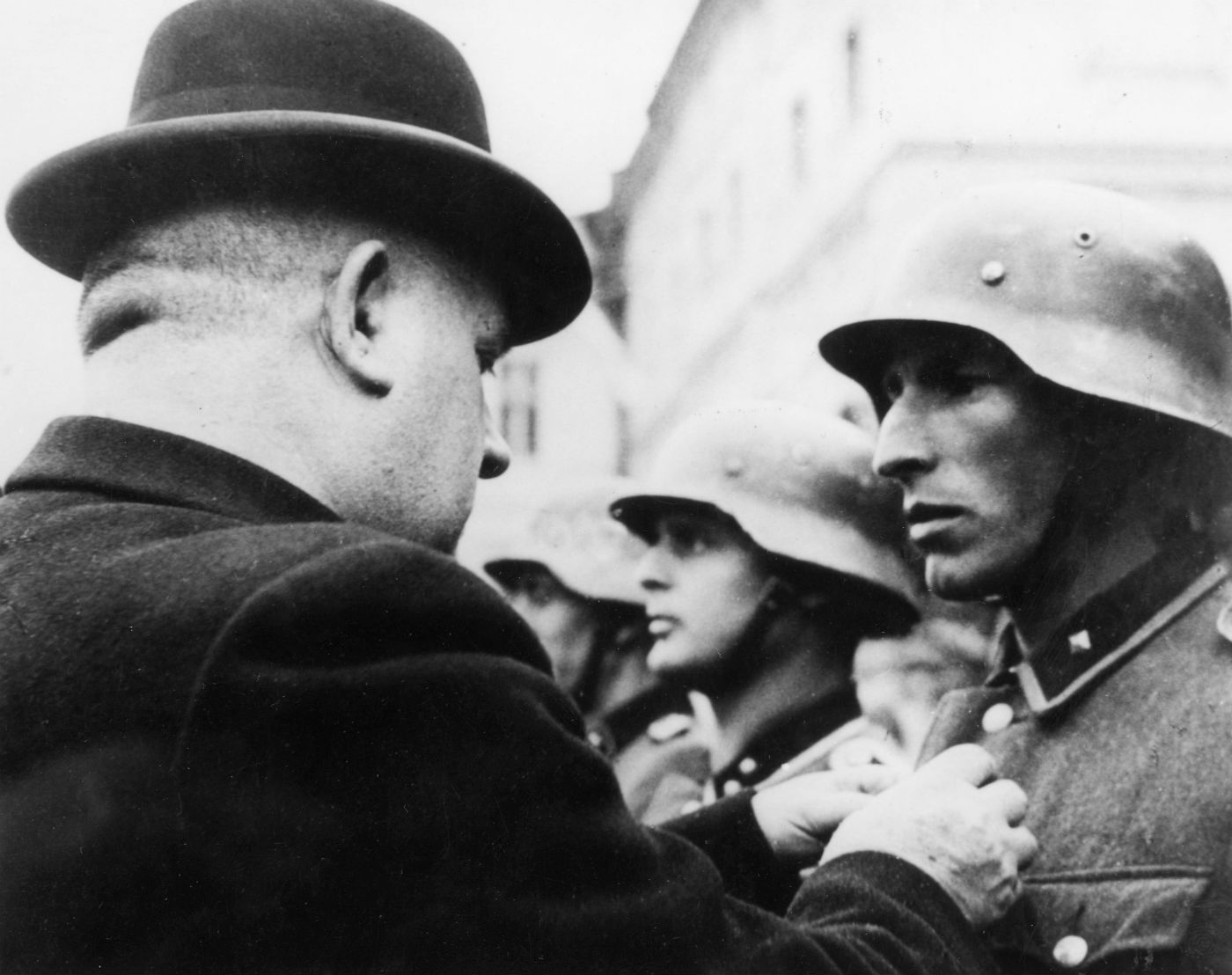
Tiso 1944. december 1-jén Wehrmacht katonákat tüntet ki Besztercebányán, nem sokkal a szlovák nemzeti felkelés leverését követően

Sem ő, sem kormánya nem titkolta hozzáállását a „zsidókérdéshez”. 1938. november 4-én – még a szlovák autonóm kormány alatt – ő az, aki parancsot ad a helyhatóságoknak, hogy nagyszámú nincstelen zsidót telepítsenek át a Magyarországnak visszaszolgáltatandó déli területekre (ezek nagy részét később visszafogadta), majd az önálló szlovák kormány egyik első törvénye (1939. április 18-i 63/1939. sz. törvény) a „zsidó” fogalom pontosítását tartalmazta, s az 1939. április 24-i – az általa, mint kormányfő által aláírt – kormányhatározat értelmében „egyetlen zsidó sem nyerhet felvételt állami hivatalba, autonóm szervezetbe és közhivatalokba.” Az első lépésben még csak az ország gazdasági életéből zárták ki, de az 1940. május 29-i törvénnyel már kényszermunkára kötelezik a zsidókat.
Tiso szerint a zsidóság aktív segítője volt az első világháború előtti felvidéki magyarosításoknak. Úgy fogalmazott, hogy a zsidók mindig büszkén vallották magukat magyarnak, nem igyekeztek beilleszkedni a szlovákok közé, mindig csak az erősebbekhez csatlakoztak (az erősebbek pedig ezer esztendeig épp a magyarok voltak).
1939. október 1-jén (Karol Sidorral szemben) Hlinka Szlovák Néppártjának elnökévé, majd október 26-án a Szlovák Köztársaság elnökévé választják, ami együtt járt a hadsereg és a Hlinka-gárda főparancsnoki tisztével. Miután a párt hatalmi pozícióját az alkotmányban és két különálló törvényben is rögzítették, gyakorlatilag minden hatalom a kezében összpontosul (1942-től hivatalosan "Vezér" a titulusa).
Az 1940. július 28-i Salzburgi találkozót követően enged pártja nemzetiszocialista szárnyának, leváltja Ferdinand Durcansky külügyminisztert. A külügyi tárcát Vojtech Tuka kormányfő, a belügyit Šaňo (Alexander) Mach (mindkettő harcos nemzetiszocialista) kapja. Mind Tuka, mind Mach a "végső megoldás" elkötelezett híve, s legfőbb kivitelezője úgy a törvényhozásban mint a gyakorlatban.
Tiso nemzetiszocialista befolyású kormánya 1940–1941-ben a folyamatosan fosztja meg előbb lehetőségeitől, majd vagyonától, végül szabadságától a zsidókat, akiket fokozatosan kitelepítenek, s táborokba gyűjtenek. A Szovjetunió elleni német támadás másnapján Szlovákia megszakítja a diplomáciai kapcsolatait, majd Németország oldalán hadba száll a Szovjetunióval. Jelentősebb katonai erővel nem rendelkezvén szerepe marginális, csakúgy mint a lengyel háború esetén.
Hlinka politikáját folytatva a szlovák nemzeten belül igyekszik politikailag elkülöníteni a katolikus tömb-öt és a katolikusok vezető szerepét fokozni Szlovákiában, amivel fenntartotta a két felekezet között immár hosszú évtizedek óta fennálló ellentéteket. Komoly feszültséget okozott, hogy több településen, ahol az evangélikusok voltak többségen, a köztársaság kikiáltása után a katolikus kisebbség került vezető pozícióba, akik a rendszer feltétlen hívei voltak és számos, az evangélikusokat hátrányosan érintő rendelkezést vezettek be. Ezért sem meglepő, hogy az evangélikusok a szlovák nemzeti felkelésben aktív résztvevők voltak.
Miután megegyezés született Németország és Szlovákia közt a zsidó személyek „elhelyezésért” járó összegről, miszerint Szlovákia 500 RM birodalmi márkát fizetett Németországnak minden deportált után, a deportálások 1942. március 26-án megkezdődtek, s 1942 októberéig folytak megszakítás nélkül, amikor a Vatikán és a nemzetközi zsidó szervezetek összehangolt erőinek sikerült azokat leállítani. E rövid idő alatt a becslések szerinti 80 000 fős szlovákiai zsidóság nagy részét, megközelítőleg 60 000 főt deportáltak.
Az 1941. szeptember 9-i, úgynevezett „zsidótörvény” 255. paragrafusa felhatalmazta, hogy az adott törvények, rendeletek hatálya alól – korlátozás nélkül – felmentést adjon. E jogával élve nagyjából 1000 felmentést adott ki, megmentve ezzel mintegy (a felmentés családra szólt) 4.000 embert. Meg kell azonban említenünk ennek kapcsán Burzió nuncius levelét a Szentszékhez, melyben az áll: "„Egyébként a köztársasági elnök zsidókérdésben tanúsított magatartása nem egészen világos. Azt reméltük, hogy kiterjedt hatalmánál fogva a megkeresztelteket megszabadítja majd a zsidótörvény méltánytalan rendelkezései alól, ám viszonylag kevés felmentésre került sor. A köztársasági elnök környezete által kiadott felmentések megítélése kapcsán nagy korrupcióról beszélnek; a zsidók természetesen bármilyen összeget hajlandók kifizetni, csak hogy elkerüljék a deportálást, ami egyet jelent a halállal.”
A néhány hónap elteltével kiszivárgó hírek a Tuka kormányfő által 1943 márciusára tervezett – a maradék zsidóság eltávolítását célzó – újabb deportálásokról arra késztették a Szentszéket, hogy erőteljesebben tiltakozzon e szándékok ellen, s elérte, hogy Tiso ígéretet tesz annak leállítására, s valóban, a deportálások nem folytatódnak.
Ez a „békés” állapot 1944-ben megváltozott, amikor a Vörös Hadsereg elérte Szlovákia határát, és felkelés tört ki. Az 1944. augusztus 29-i szlovák felkelést – mely eleve bukásra volt ítélve – 1944. október 2-án a Wehrmacht, az SS és a HG (Pohotovostné oddiely Hlinkovej gardy <POHG>) félkatonai részlegeinek beavatkozásával – melynek vezetője Tiso volt – el is fojtották.
1944. október 30-án Besztercebányán személyesen adja át a felkelés elfojtásában jeleskedő SS-tagoknak a katonai érdemrendet, ezzel sok szlovák párthívét eltántorítva magától. Egyidejűleg megkezdődik – már az SS által – a maradék zsidóság összegyűjtése és deportálása.
Bár a Szentszéknek adott válaszaiban ígéretet tesz annak leállítására, az folytatódik a Vatikán határozott tiltakozásai ellenére, s nincs nyoma, hogy a németek felé bármilyen lépést tett volna a deportálások megakadályozására. 1944. októberétől egészen 1945. március végéig 13 500 zsidót deportáltak Szlovákiából, és az országban nem maradt több, mint körülbelül 5 000 rejtőzködő vagy árja dokumentumokkal ellátott zsidó. A Szentszék és egyes szlovák püspökök tiltakozásaira, amelyeket írásban juttattak el a köztársasági elnökhöz, „hogy mindenáron akadályozza meg a kegyetlenkedéseket”, visszajelzésként „mint rendesen, kitérő választ” kaptak.

## A vég[1]

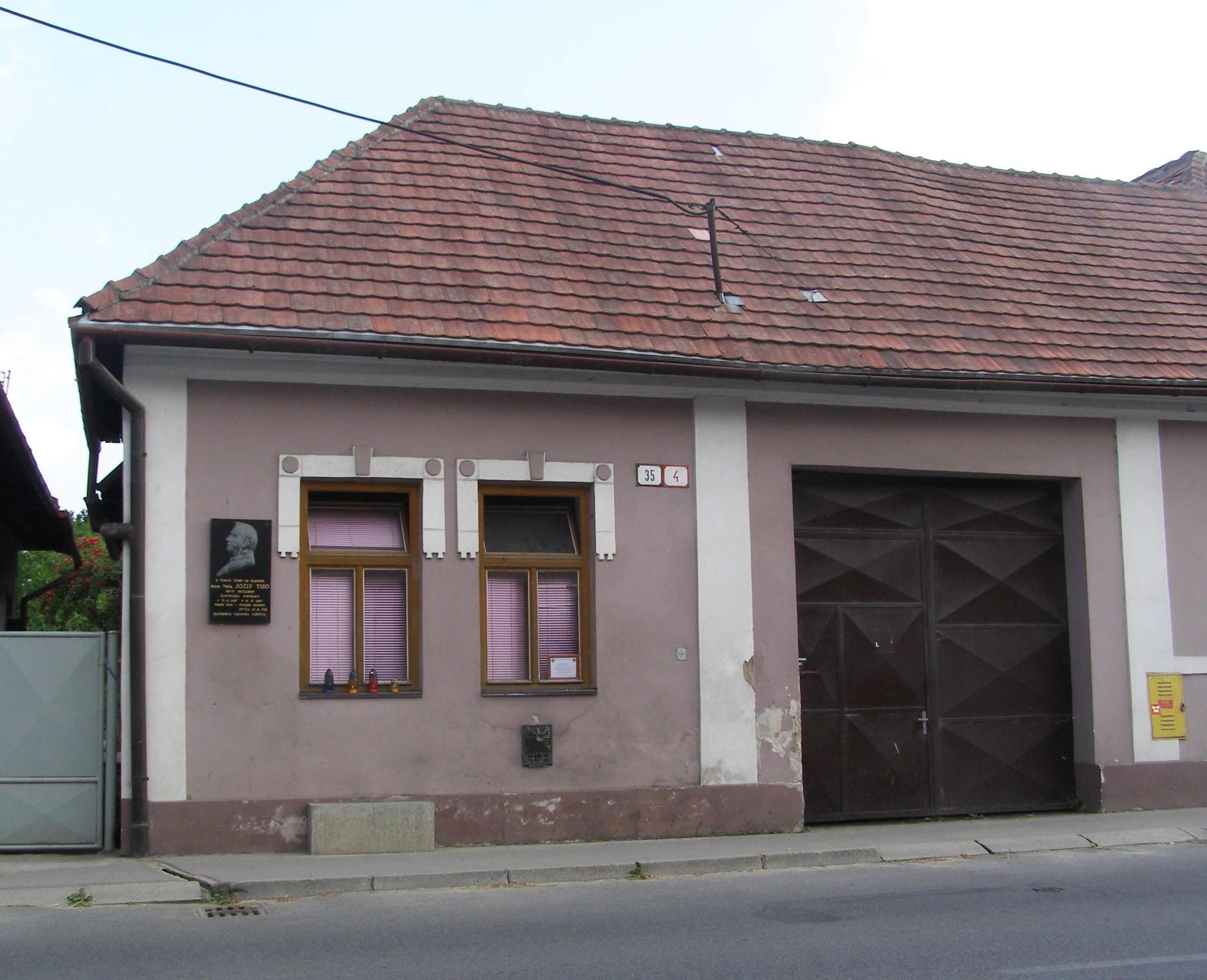
Tiso szülőháza Nagybiccsén, falán emléktábla

Az előretörő Vörös Hadsereg elől 1945 márciusában a nyugat-szlovákiai Holicsba menekül, innen Ausztriába, a kremsmünsteri apátságba ment, majd április végétől titkára, Karol Murín kíséretében Altötting bajor kisváros kapucinus kolostorában bújt meg. A menekülés letartóztatásával ért véget, amelyet az amerikai titkosszolgálat 1945. június közepén hajtott végre. Az amerikaiak – bár a Vatikán is kérte kiadatását – végül a restaurált Csehszlovákia emigráns kormányának adják ki, és október 25-én repülővel Pozsonyba szállították. A csehszlovák hírszerzés mindenképp meg akarta akadályozni, hogy a szlovák fasiszta vezetők megszökjenek, nehogy esetleg egy szlovák emigráns kormányt alakítsanak, amely külföldön tartaná napirenden az ország függetlenségének kérdését. A hírszerzésnek ugyanakkor sikerült rátennie a kezét olyan dokumentumokra, amik a szlovák bábállam fennállásának idején keletkeztek és az elmenekült vezetők Németországba és Ausztriába vittek ki. Ezeket az anyagokat a Tiso elleni perben fel is használták.
Csehszlovákiába történt átszállításakor Tisót először a prágai Pankrác-börtönbe zárták, két nappal később átszállították Pozsonyba, ahol az Igazságügyi Palota egyik cellájában raboskodott tárgyalása megkezdése előtt és annak lefolytatása alatt is, végig tisztes körülmények között, a foglárok korrekt felügyelete alatt.
Pere 1946. december 2-a és 1947. április 15-e között zajlott le Pozsonyban a Nemzeti Bíróság előtt, teret adva az akkori politikai erők kampányainak. A szlovák néppárti erők – Szlovákiát éltetve – felmentéséért emeltek szót, de ez valószínűleg csak erősítette a baloldal illetve a csehek, „csehszlovákok” eltökéltségét elítélésében.
A Tiso-per anyagai meghökkentő tényről tanúskodnak: mint fővádlott, a per folyamán egyetlenegyszer sem vallotta magát akárcsak részben is bűnösnek, semmiféle felelősséget nem vállalt a Szlovákiában 1938 októbere és 1945 márciusa között tapasztalt negatív jelenségekért. Egyetlen pillanatig sem kételkedett politikájának és tetteinek helyességében. Büszkén jelentette ki, hogy a bíróság által feltárt tények ismeretében is – hasonló körülmények között – ugyanúgy cselekedne, ahogy az állam és a párt első embereként cselekedett.
A pert 1947. április 15-én lezáró ítélet szerint Jozef Tisót halálra ítélték, miközben vádlott-társa, Alexander Mach harminc évet kapott (1968-ban amnesztiával szabadult). Kegyelmi kérvényét a Szlovák Nemzeti Tanács Elnöksége elutasította (tizenhét miniszter a kegyelem elutasítása, hat pedig a megadása mellett szavazott – a párton kívüli külügyminiszter, Jan Masaryk nem szavazott). Beneš elnök a kegyelmi kérvényt nem írta alá. Tiso mind a halálos ítéletét, mind a kegyelmi kérvényének elutasítását tudomásul vette. Utolsó kívánság gyanánt még a gyónás lehetőségét kérte, illetve, hogy katolikus szertartás szerint temessék el. Az utolsó kenetet egy kapucinus szerzetes adta fel neki. Kivégzése előtt még találkozhatott rokonaival és ceruzával még egy utolsó politikai nyilatkozatot is leírt, amelyben reméli, hogy áldozata a szlovák nemzet egységét kereszteli meg. Halálát vértanúságtételnek tekintette Szlovákiáért és a bolsevizmus elleni küzdelemért.
Tisót 1947. április 18-án reggel 5 órakor bitófán végezték ki a pozsonyi Igazságügyi Palota udvarán, ezalatt végig papi ruháját viselte. Holttestét titokban temettették el, elkerülni akarván, hogy szlovák nacionalisták vagy fasiszták szentélyként tisztelhessék, de egykori hívei nagyon hamar azonosították a sírt.
Temetését Jozef Stašo szalézi rendi pap celebrálta, aki a pozsonyi vatikáni nunciatúra titkára volt a háború végéig.
Személyében a szélsőséges szlovák nacionalisták a nemzeti hőst, míg mások a szlovákiai zsidóság tudatos megsemmisítőjét, vagy – az enyhébben megítélők – az elvakult politikust látják. Kivégzése komoly politikai törést okozott a kommunisták és nem kommunisták kapcsolatában, a második világháború utáni Szlovákiában. Azokat, akik a kegyelmi kérvénye mellett szavaztak, később eltávolították a politikai életből.
Tiso ugyan nem volt diktátor, viszont vitathatatlanul autoriter államférfi volt, aki fokozatosan koncentrálta kezében az összes állami és pártfunkciót, míg egyes pozíciókba hozzá feltétlenül hű személyeket állított. Ennek tényét sose tagadta és hangoztatta, hogy vállalja érte a felelősséget.
Anton Hruboň szlovák történész szerint Jozef Tiso a legvégsőkig hűséges maradt Hitlerhez és a náci Németországhoz, még akkor is, amikor már teljesen világos volt a vereség. Tisztában volt vele ugyanis, hogy csakis Hitler képezi a garanciát Szlovákia függetlenségére, semmi más.

## Sírhelye, s utóélete

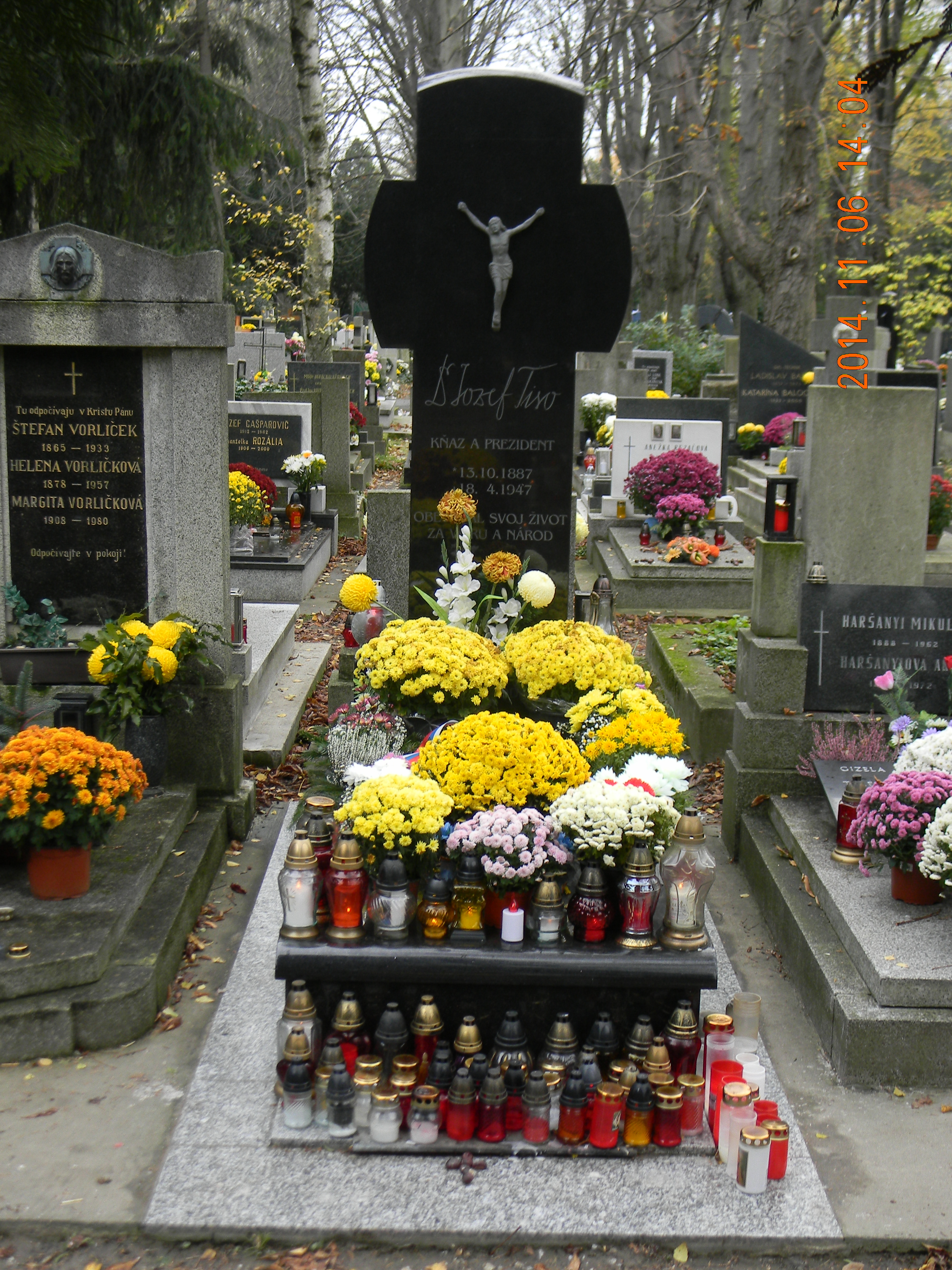
Jozef Tiso síremléke a Márton-temető 19-es számú parcellájában

1990-ben kisebb politikai vihart kavart, hogy Bánban emléktáblát lepleztek le az emlékére, melyet először le is takartak.
2007-ben, halálának hatvanadik évfordulóján emelt síremléke a pozsonyi Márton-temetőben van, bár a Szlovák Püspökkari Konferencia szerint végső nyughelye a nyitrai vár kriptája.
Csekejen (Čakajovce) – Oskar Biro polgármestersége alatt – életnagyságú szobrot állítottak tiszteletére. Számos helyen utca és emléktábla őrzi nevét.
Nagybiccsei szülőháza emlékház, pozsonyi sírját a Szlovák Állam kikiáltásának évfordulóján a szélsőjobboldali szervezetek rendszeresen szervezetten felkeresik.

## Magánélete, személyisége
Tisót általában kompromisszumkész és lojális személynek ismerték, aki hű követője volt Andrej Hlinkának (még a párt belső vitái során is). Jó szervezőként gyorsan haladt a Hlinka-párt ranglétráján. Kitartását még akkor is megőrizte, többek között a németek mellett, amikor a velük való szövetség nem a várt eredményt hozta (többek között a németek távolmaradása a kis háborúban), sőt valószínű, hogy tisztában volt Szlovákia bábállami helyzetével.
Következetesen ellene volt a korrupció minden formájának (ezt gyakran párhuzamba állította a „zsidó kapitalizmus”-sal is).
Kiválóan beszélt magyarul, melynek alapjait már az elemi iskolában elsajátította és későbbi tanulmányai során jeles eredményekkel fejlesztette tovább. Hasonló eredményei voltak még a német és latin nyelv terén is. A nyelvtanulás kimondottan érdekelte, egy 1907-ből származó értékelés szerint a Pázmáneumban héber és arámi nyelvet tanulmányozott. Papi szolgálatának kezdetén mindig érdeklődéssel volt éppen aktuális kinevezési helyének kulturális és társadalmi problémái iránt. Rajecban például 1912-ben közreműködött a Szlovák Bank helyi kirendeltségének létrehozásában.

## Művei
- 1914 A játékosok ruhája. In: Kalauz – Körök, egyesületek, társulatok közlönye V/1, 14-16.
- 1914 Egyes szereplők jelmezei. In: Kalauz – Körök, egyesületek, társulatok közlönye V/2, 38-39.
- 1914 Arcjáték és arcfestés. In: Kalauz – Körök, egyesületek, társulatok közlönye V/3, 78-80, V/4, 105-109.
- 1914 Virágdisz a szinpadon. In: Kalauz – Körök, egyesületek, társulatok közlönye V/5, 131-133.
- 1914 Omne tulit punctum. In: Kalauz – Körök, egyesületek, társulatok közlönye V/6, 141-143.
- 1914 Szellemek a szinpadon. In: Kalauz – Körök, egyesületek, társulatok közlönye V/6, 158-162.
- 1914 Szini előadások és ünnepélyek a szabadban. In: Kalauz – Körök, egyesületek, társulatok közlönye V/7, 191-193.
- 1914 Természeti jelenségek szinpadi utánzása. In: Kalauz – Körök, egyesületek, társulatok közlönye V/9, 245-248.
- 1914 A szuffiták. In: Kalauz – Körök, egyesületek, társulatok közlönye V/10-11, 307-309.
- 1914 Fegyverhasználat a szinpadon. In: Kalauz – Körök, egyesületek, társulatok közlönye V/12, 333-336.

## Külső hivatkozások
1. 1 2 3 4 5 6  Ivan Kamenec: Jozef Tiso. A tanulmányt fordította és az életrajzi jegyzeteket írta: G. Kovács László. Magyar nyelvű kiadás Szarka László utószavával: DUNASZERDAHELY 1997. Letölthető a MEK archívumából
2. ↑  Beke Margit 2006: Czapik Gyula pazmanita főpap visszaemlékezése egykori intézetére. In: Fejezetek az új- és legújabbkori elitképzéshez. A katolikus egyház szerepe a modern magyar értelmiségi elit nevelésében a bécsi Pázmáneumban. Akadémiai doktori értekezés. 63, 77, 83-84, 100, 122.
3. ↑  James Mace Ward 2013: Priest, Politician, Collaborator: Jozef Tiso and the Making of Fascist Slovakia. London, 46.
4. ↑  Beke Margit 2006: Czapik Gyula pazmanita főpap visszaemlékezése egykori intézetére. In: Fejezetek az új- és legújabbkori elitképzéshez. A katolikus egyház szerepe a modern magyar értelmiségi elit nevelésében a bécsi Pázmáneumban. Akadémiai doktori értekezés. 122-123.
5. 1 2  Ingrid Graziano-Eördögh István: Jozef Tiso és a szlovákiai holokauszt - Budapest: METEM, 2006. - 128 S. ; 23,5 cm (METEM könyvek ; 58) ISBN 963-9662-08-9
6. ↑  Janek István: Az elfelejtett háború. A szlovák-magyar kis háború története 1939 márciusában. Történelmi Szemle (2001): 3-4.
7. ↑  A VÉDELMI VISZONYRÓL SZÓLÓ 1939. MÁRCIUS 18-23-I NÉMET-SZLOVÁK SZERZŐDÉS Archiválva 2010. március 17-i dátummal a Wayback Machine-ben ; Forrás : München 1938, 195-196. p. ill. Procés..., T. XXVII., 217-219. p.
8. ↑  Jozef Tiso životopis (refaraty.sk)
9. ↑  G. Kovács László, Ivan Kamenec (1997): Jozef Tiso. Dunaszerdahely: Nap Kiadó.
10. ↑  Církev a Slovenské národní povstání (radiozurnal.rozhlas.cz)
11. 1 2  Jozef Tiso (1938 - 1945) (historickarevue.sme.sk)
12. ↑  Sötét múlt: 80 éve alakult a Tiso-féle Szlovák Állam (ma7.sk)
13. ↑  Új Szó XLIII/ 163, 2 (1990. július 14.) és következő számok (július 17. és 21.)
14. ↑  Archivált másolat. (Hozzáférés: 2011. május 16.)
15. ↑  multkor
16. ↑  A Priest at the Front. Jozef Tiso Changing Social Identities in the First World War (journals.openedition.org)
17. ↑  G. Kovács László (1997): Jozef Tiso, 11. o.
18. ↑  G. Kovács (1997): 12. o.
19. ↑  G. Kovács (1997): 15. o.